# Municipio de Adams (condado de Clinton)
El municipio de Adams (en inglés: Adams Township) es un municipio ubicado en el condado de Clinton en el estado estadounidense de Ohio. En el año 2010 tenía una población de 2091 habitantes y una densidad poblacional de 37,19 personas por km².

## Geografía
El municipio de Adams se encuentra ubicado en las coordenadas 39°26′47″N 83°55′29″O / 39.44639, -83.92472. Según la Oficina del Censo de los Estados Unidos, el municipio tiene una superficie total de 56.22 km², de la cual 55,61 km² corresponden a tierra firme y (1,08 %) 0,61 km² es agua.

## Demografía
Según el censo de 2010, había 2091 personas residiendo en el municipio de Adams. La densidad de población era de 37,19 hab./km². De los 2091 habitantes, el municipio de Adams estaba compuesto por el 96,94 % blancos, el 0,29 % eran afroamericanos, el 0,72 % eran asiáticos, el 0,14 % eran de otras razas y el 1,91 % eran de una mezcla de razas. Del total de la población el 0,67 % eran hispanos o latinos de cualquier raza.